# Песочница (Грчка)
Песочница или Пешошница (грч. Αμμοχώρι, Амохори) је насеље у Грчкој у општини Лерин, периферија Западна Македонија. Према попису из 2021. било је 1.077 становника.
На попису из 1928. године Песочница је имала 1.092 становника, од чега су Словени апсолутна већина а остали грчке избеглице.

## Становништво
| Година       | 1951  | 1961  | 1971  | 1981  | 1991  | 2001  | 2011  |
| ------------ | ----- | ----- | ----- | ----- | ----- | ----- | ----- |
| Становништво | 1.582 | 1.510 | 1.310 | 1.362 | 1.600 | 1.294 | 1.250 |